# Rachovia pyropunctata
Rachovia pyropunctata is een straalvinnige vissensoort uit de familie van de killivisjes (Rivulidae). De wetenschappelijke naam van de soort is voor het eerst geldig gepubliceerd in 1978 door Taphorn & Thomerson.